# Atle Selberg
Atle Selberg (14 de junio de 1917 - 6 de agosto de 2007) fue un matemático noruego, conocido por sus trabajos en la teoría analítica de los números y sobre la hipótesis de Riemann.
Siendo estudiante, Selberg fue influenciado por los trabajos y la personalidad del matemático Srinivasa Ramanujan. Estudió en la Universidad de Oslo, donde obtuvo el doctorado en 1943. Durante la Segunda Guerra Mundial trabajo en solitario sobre la función zeta de Riemann. En 1948 realiza una demostración elemental del Teorema de los números primos. A la vez, el matemático Paul Erdős realizó otra demostración por lo que se inició una disputa entre los dos matemáticos, sobre quien había demostrado primero el teorema. Por todos sus resultados, Selberg recibe la Medalla Fields en 1950.
En los años 50 se marcha a los Estados Unidos, al Instituto de Estudios Avanzados de Princeton. En esos años consigue importantes resultados trabajando sobre el operador laplaciano y la superficie de Riemann. Recibe el Premio Wolf en 1986.